# Nihonia australis
Nihonia australis é uma espécie de gastrópode do gênero Nihonia, pertencente a família Cochlespiridae.